# Fontenoy (Yonne)
Fontenoy és un municipi francès, situat al departament del Yonne i a la regió de Borgonya - Franc Comtat. L'any 2007 tenia 320 habitants.

## Demografia

### Població
El 2007 la població de fet de Fontenoy era de 320 persones. Hi havia 140 famílies, de les quals 28 eren unipersonals (16 homes vivint sols i 12 dones vivint soles), 68 parelles sense fills, 36 parelles amb fills i 8 famílies monoparentals amb fills.
La població ha evolucionat segons el següent gràfic:
Habitants censats

### Habitatges
El 2007 hi havia 239 habitatges, 144 eren l'habitatge principal de la família, 80 eren segones residències i 15 estaven desocupats. 227 eren cases i 11 eren apartaments. Dels 144 habitatges principals, 119 estaven ocupats pels seus propietaris, 17 estaven llogats i ocupats pels llogaters i 8 estaven cedits a títol gratuït; 12 tenien dues cambres, 34 en tenien tres, 43 en tenien quatre i 55 en tenien cinc o més. 104 habitatges disposaven pel capbaix d'una plaça de pàrquing. A 62 habitatges hi havia un automòbil i a 62 n'hi havia dos o més.

### Piràmide de població
La piràmide de població per edats i sexe el 2009 era:
| Homes | Edats   | Dones |
| ----- | ------- | ----- |
| 0     | 95 o +  | 0     |
| 0     | 90 a 94 | 0     |
| 4     | 85 a 89 | 8     |
| 0     | 80 a 84 | 4     |
| 8     | 75 a 79 | 8     |
| 16    | 70 a 74 | 8     |
| 24    | 65 a 69 | 20    |
| 8     | 60 a 64 | 12    |
| 12    | 55 a 59 | 8     |
| 8     | 50 a 54 | 16    |
| 16    | 45 a 49 | 12    |
| 4     | 40 a 44 | 16    |
| 8     | 35 a 39 | 4     |
| 4     | 30 a 34 | 12    |
| 0     | 25 a 29 | 4     |
| 8     | 20 a 24 | 12    |
| 8     | 15 a 19 | 8     |
| 4     | 10 a 14 | 8     |
| 4     | 5 a 9   | 24    |
| 0     | 0 a 4   | 0     |

## Economia
El 2007 la població en edat de treballar era de 190 persones, 131 eren actives i 59 eren inactives. De les 131 persones actives 122 estaven ocupades (62 homes i 60 dones) i 9 estaven aturades (3 homes i 6 dones). De les 59 persones inactives 22 estaven jubilades, 17 estaven estudiant i 20 estaven classificades com a «altres inactius».

### Ingressos
El 2009 a Fontenoy hi havia 148 unitats fiscals que integraven 318 persones, la mediana anual d'ingressos fiscals per persona era de 17.146 €.

### Activitats econòmiques
Dels 16 establiments que hi havia el 2007, 1 era d'una empresa extractiva, 1 d'una empresa de fabricació d'altres productes industrials, 3 d'empreses de construcció, 4 d'empreses de comerç i reparació d'automòbils, 1 d'una empresa d'hostatgeria i restauració, 1 d'una empresa immobiliària, 4 d'empreses de serveis i 1 d'una empresa classificada com a «altres activitats de serveis».
Dels 3 establiments de servei als particulars que hi havia el 2009, 1 era un paleta, 1 electricista i 1 agència immobiliària.
L'únic establiment comercial que hi havia el 2009 era una carnisseria.
L'any 2000 a Fontenoy hi havia 10 explotacions agrícoles que ocupaven un total de 1.150 hectàrees.

## Equipaments sanitaris i escolars
El 2009 hi havia una escola elemental integrada dins d'un grup escolar amb les comunes properes formant una escola dispersa.

## Poblacions més properes
El següent diagrama mostra les poblacions més properes.